# Humanidades ambientais

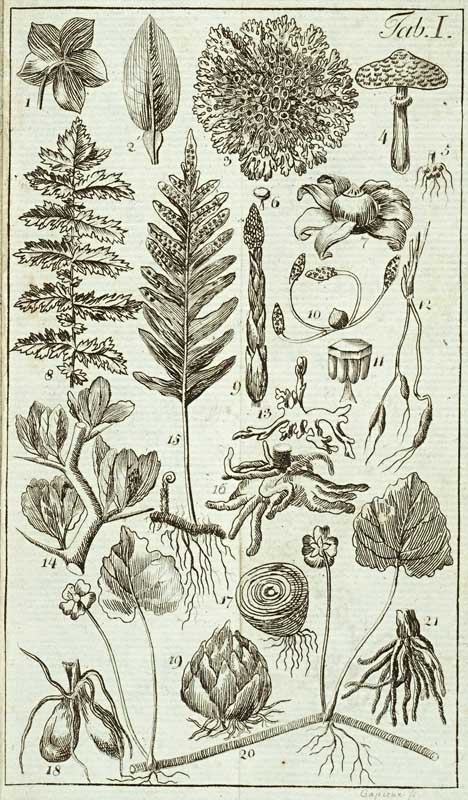

Humanidades ambientais, também conhecido como humanidades ecológicas, denomina um campo interdisciplinar de pesquisa acerca da interface humano-meio ambiente, combinando repertórios das ciências naturais, sociais e das humanidades. Sua origem remonta à uma convergência de tendências acadêmicas da década de 1970 e 80, especialmente na literatura, filosofia, geografia, antropologia, história e estudos de gênero, consolidando-se autonomamente em torno da década de 1990. O campo inclui ramos notórios independentemente, como a história ambiental, a ecologia cultural, a ecologia política, a filosofia ambiental e o ecocriticismo, entre outros.

## Ramos

### Ecologia política
Ecologia política é um termo polissêmico que denomina um campo de teorias e práticas que desenvolvem alternativas explícitas à ecologia apolítica hegemônica, enfatizando as implicações da ecologia com a economia, o Estado e demais instituições, os movimentos sociais, e a cultura. Surge da crítica dos paradigmas dominantes da escassez e da modernização, buscando explicar, alternativamente, os problemas ecológicos contemporâneos como partes de processos políticos. A ecologia política possui uma abordagem distintamente interdisciplinar - mobilizando pesquisas da geografia, ecologia, filosofia, antropologia, ciências sociais e ciências naturais.

### Filosofia ambiental
A Filosofia ambiental é uma denominação genérica de um campo da filosofia que estuda os problemas implicados na relação entre seres humanos e não-humanos, com a natureza, ou a natureza mais que humana; que surge contemporaneamente a partir do reconhecimento da crise ecológica. O local mais produtivo desse campo filosófico denominado ambiental tem sido os países anglófonos, especialmente os Estados Unidos, principalmente a partir da filosofia analítica, mas também com abordagens continentais. No entanto, é possível afirmar que uma filosofia ambiental se desenvolveu independentemente em pelo menos três contextos filosóficos - na filosofia anglófona, na filosofia francesa ou francófona, e em menor grau na filosofia alemã. A filosofia ambiental foi inicialmente usada com sinônimo de ética ambiental, e foi identificada frequentemente com a ecologia profunda -  entretanto, a filosofia ambiental ultrapassa o escopo da ética, tratando de problemas ontológicos, políticos, epistemológicos e culturais; como também possue outras correntes anteriores e posteriores à denominada ecologia profunda. Muitos filósofos nesse campo se dedicam à discussões em torno de dualismos conceituais - antropocentrismo - biocentrismo; valores instrumentais - valores intrínsecos; individualismo - holismo; e, além disso, problematizações sobre o extensionismo moral, diagnósticos das raízes da crise ecológica do presente, entre outros. A filosofia ambiental surge do esforço de avaliação crítica das ideias e práticas do movimento ambientalista das décadas de 1960 e 70.

### História ambiental
História ambiental é o estudo da interação entre humanos, não-humanos e o mundo natural ao longo do tempo, com ênfase na influência que a natureza exerce sobre as atividades humanas e vice-versa. Embora investigações sobre natureza e sociedade possam ser identificadas em diversas tradições historiográficas ao longo dos séculos, a história ambiental como disciplina se desenvolveu em meados dos anos 1970 nos Estados Unidos da América, influenciada pelo início do movimento ambientalista. Nessa época, a disciplina focava principalmente em estudos sobre conservação ambiental, mas desde final do século XX seus objetos de estudos foram ampliados significativamente. A história dos animais, das cidades e da saúde compõem alguns dos desenvolvimentos das novas abordagens da história ambiental.
As pesquisas em história ambiental, por muito diversas que sejam, desafiam o dualismo entre os conceitos de cultura e natureza, uma interpretação clássica da cultura europeia ocidental. Nesta visão tradicional, concebe-se uma humanidade destacada das dinâmicas do mundo natural, opondo conceitos como paisagem natural e paisagem cultural. A história ambiental, ao contrário, sugere maior interação entre seres humanos e seu meio ambiente, e investiga como suas interrelações se transformam ao longo do tempo. Para isto, a história ambiental estabelece pontes interdisciplinares importantes entre a história, a geografia e as ciências naturais.

### Direito ambiental
Direito ambiental é um ramo do direito, constituindo um conjunto de normas jurídicas e princípios jurídicos voltados à proteção da qualidade do meio ambiente. Para alguns, trata-se de um direito "transversal" ou "horizontal", que tem por base as teorias geopolíticas ou de política ambiental transpostas em leis específicas, pois abrange todos os ramos do direito, estando intimamente relacionado com o direito constitucional, direito administrativo, direito civil, direito penal, direito processual e direito do trabalho.
"Diante da imperiosa necessidade de proteção ao meio ambiente, em face da participação do homem na exploração desenfreada dos bens ambientais fundada na economia crescente e no mercado cada vez mais amplo, diversificado e exigente, construiu-se uma nova ramificação do Direito, o Direito Ambiental, visto que a conservação da natureza e dos recursos naturais fez-se imprescindível para a manutenção e permanência do homem no planeta, sendo que, o homem é suscetível a todos os impactos provenientes de um ecossistema desequilibrado e deficiente."

### Português
- Almeida, Bianca Letícia (2020). «As Humanidades Ambientais: emergência, características e sua contribuição para a historiografia brasileira». Oficina do historiador. 13 (2). doi:10.15448/2178-3748.2020.2.37845. Consultado em 29 de dezembro de 2022

### Inglês
- Bergthaller, Hannes (2014). «Mapping common ground: ecocriticism, environmental history, and the environmental humanities». Environmental Humanities. 5 (1). Consultado em 29 de dezembro de 2022
- Alexander, Elliott; James, Cullis; Vinita, Damodaran, eds. (2017). Climate Change and the Humanities - Historical, Philosophical and Interdisciplinary Approaches to the Contemporary Environmental Crisis (em inglês). [S.l.]: Palgrave Macmillan. ISBN 978-1-137-55123-8
- Elizabeth, DeLoughrey; Jill, Didur; Anthony, Carrigan, eds. (2015). Global Ecologies and the Environmental Humanities - Postcolonial Approaches (em inglês). [S.l.]: Routledge. ISBN 978-1-138-82772-1
- Emmett, Robert S.; Nye, David E. (2017). The Environmental Humanities - A Critical Introduction (em inglês). [S.l.]: MIT Press
- Jeffrey Jerome, Cohen; Stephanie, Foote, eds. (2021). The Cambridge companion to environmental humanities (em inglês). [S.l.]: Cambridge University Press
- Hubbell, J. Andrew; Ryan, John C. (2022). Introduction to the Environmental Humanities. [S.l.]: Routledge. ISBN 978-0-815-39192-0
- Ursula K., Heise; Jon, Christensen; Michelle, Niemann, eds. (2017). The Routledge companion to the environmental humanities (em inglês). [S.l.]: Routledge. ISBN 978-1-138-78674-5
- Schaberg, Christopher (2020). Searching for the Anthropocene - A Journey into the Environmental Humanities. [S.l.]: Bloomsbury Publishing. ISBN 978-1-5013-5184-6